# Chemin de fer de l'Oberland bernois
Pour les articles homonymes, voir BOB.
Les chemins de fer de l'Oberland bernois (BOB) (allemand : Berner Oberland-Bahn) sont une entreprise ferroviaire suisse qui exploite un réseau à voie métrique dans le canton de Berne, reliant les stations touristiques de Grindelwald et Lauterbrunnen avec la gare d'Interlaken Ost.
Chemin de fer de l'Oberland bernois sont reliés : 
- au chemin de fer Berne Lotschberg Simplon (BLS), à Interlaken
- au chemin de fer du Brunig (voie métrique), Zentralbahn,
- au chemin de fer de la Schynige Platte, en gare de Wilderswil
- au chemin de fer de Wengernalp (WAB) à Lauterbrunnen et Grindelwald

Les chemins de fer de l'Oberland bernois sont reliés au chemin de fer de la Jungfrau par l'intermédiaire de la WAB.

## Histoire
- 1873, 1er projet, avec Böningen comme point de départ, la population refusa le chemin de fer
- 1887, 29 avril, la concession est accordée
- 1890, 1er juillet, mise en service
- 1914, électrification.

## Caractéristiques
- Longueur (Interlaken Ost - Lauterbrunnen) : 12,41 km
- Longueur (Zweilütschinen- Grindelwald) : 11,15 km
- Voie métrique, crémaillère sur 3 sections 1 600 m + 1 849 m + 1 229 m
- Traction électrique 1500 V continu.
- Pente maximale : (Interlaken Ost - Lauterbrunnen) : 9 %
- Pente maximale : (Zweilütschinen- Grindelwald) : 12 %
- Matériel : 3 locomotives à vapeur, 7 rames automotrices

## Matériel roulant
En 2022, la compagnie commande six nouvelles automotrices ABeh 4/8 à trois voitures pour un montant de 66 millions de francs suisses, elles seront livrées par Stadler Rail entre 2025 et 2026. Les nouvelles unités multiples auront chacune 140 places - 280 places et sont disponibles en double traction à adhérence et à crémaillère. Une partie de l'ancien matériel des années 70 et 80, pourra être mis hors service. Elles disposeront de la climatisation, d'un espace pour les vélos et de portes plus grandes ainsi qu'un espace pour les fauteuils roulants et des skis. Elles permettront un service cadencé au quart d'heure. En janvier 2024, la compagnie a complété sa commande avec quatre nouvelles automotrices ABeh 4/8.
Véhicules actuels et anciens du chemin de fer de l'Oberland bernois :
| Désignation                   | Désignation          | Fabricant            | Année de construction | quantité- nombre     | Où | Remarques                                                                                           | Image                |
| Series                        | Numéro               | Fabricant            | Année de construction | quantité- nombre     | Où | Remarques                                                                                           | Image                |
| locomotives à vapeur          | locomotives à vapeur | locomotives à vapeur | locomotives à vapeur  | locomotives à vapeur | locomotives à vapeur                                                                                                 | locomotives à vapeur                                                                                | locomotives à vapeur |
| ----------------------------- | -------------------- | -------------------- | --------------------- | -------------------- | --- | --------------------------------------------------------------------------------------------------- | -------------------- |
| HG 3/3                        | 1–6                  | SLM                  | 1890, 1893            | 6                    | Nr. 2 et 4 : 1914 an ChA Nr. 1, 3, 6 : an MCL                                                                        | Jaugé à 950 mm avant vente à l'Italie Réserve n°5 indépendante du fil de contact jusqu'en 1956      |                      |
| HG 3/3                        | 7–10                 | SLM                  | 1906–1910             | 4                    | 1915–1917 Vendu en Italie                                                                                            | calibré à 950 mm avant vente en Italiet                                                             |                      |
| HG 2/2                        | 11 „Eiger“           | SLM                  | 1893                  | 1                    | 1947 | 1914 1914 Entraînement par engrenages retiré, locomotive de manœuvre à Interlaken Ost               |                      |
| locomotives électriques       |                      |                      |                       |                      | | |                      |
| HG3 3/3                       | 21–29                | SLM/MFO/BBC          | 1914/15, Nr. 29: 1926 | 9                    | N° 24 délivré à Zweilütschinen Nr. 26 : 1983 1983 à Schenker Bern Nr. 29 : 2013 au Chemin de fer-musée Blonay-Chamby | Nr. 26 conservée au Bahnmuseum Kerzers-Kallnach (incomplet)                                         |                      |
| autorails et unités multiples |                      |                      |                       |                      | | |                      |
| ABDeh 4/4                     | 301–303              | SLM/BBC              | 1949                  | 3                    | Nr. 301, 303 : démolies Nr. 302 : Dépôt Zweilütschinen                                                               | Nr. 301 : 1988 Louée au MIB Nr. 302 : ex ancienne voiture de service                                |                      |
| ABeh 4/4 I                    | 304–310              | SIG/SLM/BBC          | 1965, 1979            | 7                    | Nr. 309 : 1990 an BZB Nr. 304 : Véhicule de service Nr. 310 : reçu tous les autres annulés                           | Nr. 305 : Accidentée en 2003 et réparée                                                             |                      |
| ABeh 4/4 II                   | 311–313              | SLM/BBC              | 1986                  | 3                    | | Nr. 311–313 : 2019 Convertie en véhicule de remplacement UM Nr. 305 : Accidentée en 2003 et réparée |                      |
| ABDeh 8/8                     | 321–326              | Stadler Bussnang     | 2017                  | 6                    | | |                      |
| locomotive thermique          |                      |                      |                       |                      | | |                      |
| HGm 2/2                       | 31                   | Steck/Deutz AG/SLM   | 1985                  | 1                    | | |                      |

## Note
1. ↑  Tableau traduit de l'article en allemand

## Référence
1. ↑  (de) Bahnonline, le 14 mai 2022
2. ↑  Rail Passion, N° 297, juillet 2022, page 11
3. ↑  Rail Passion N° 319, mai  2024, page 12

## Galerie

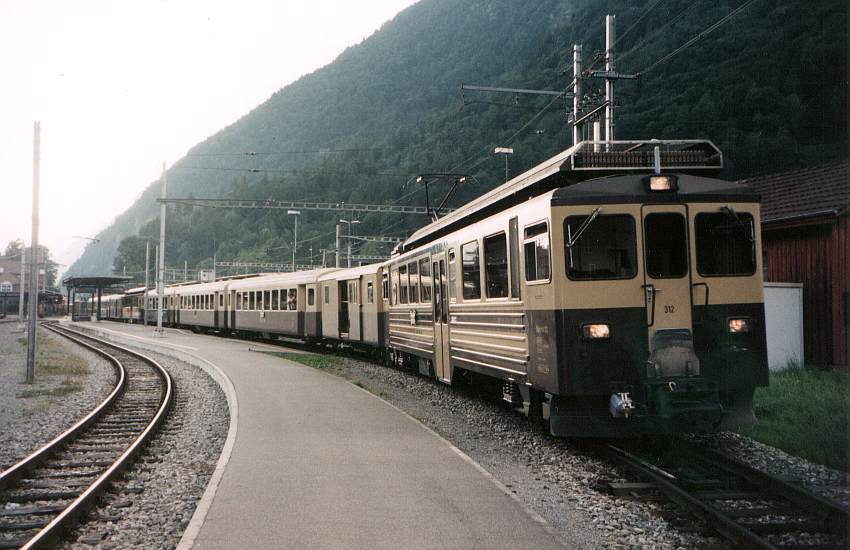
Un train en gare d'Interlaken
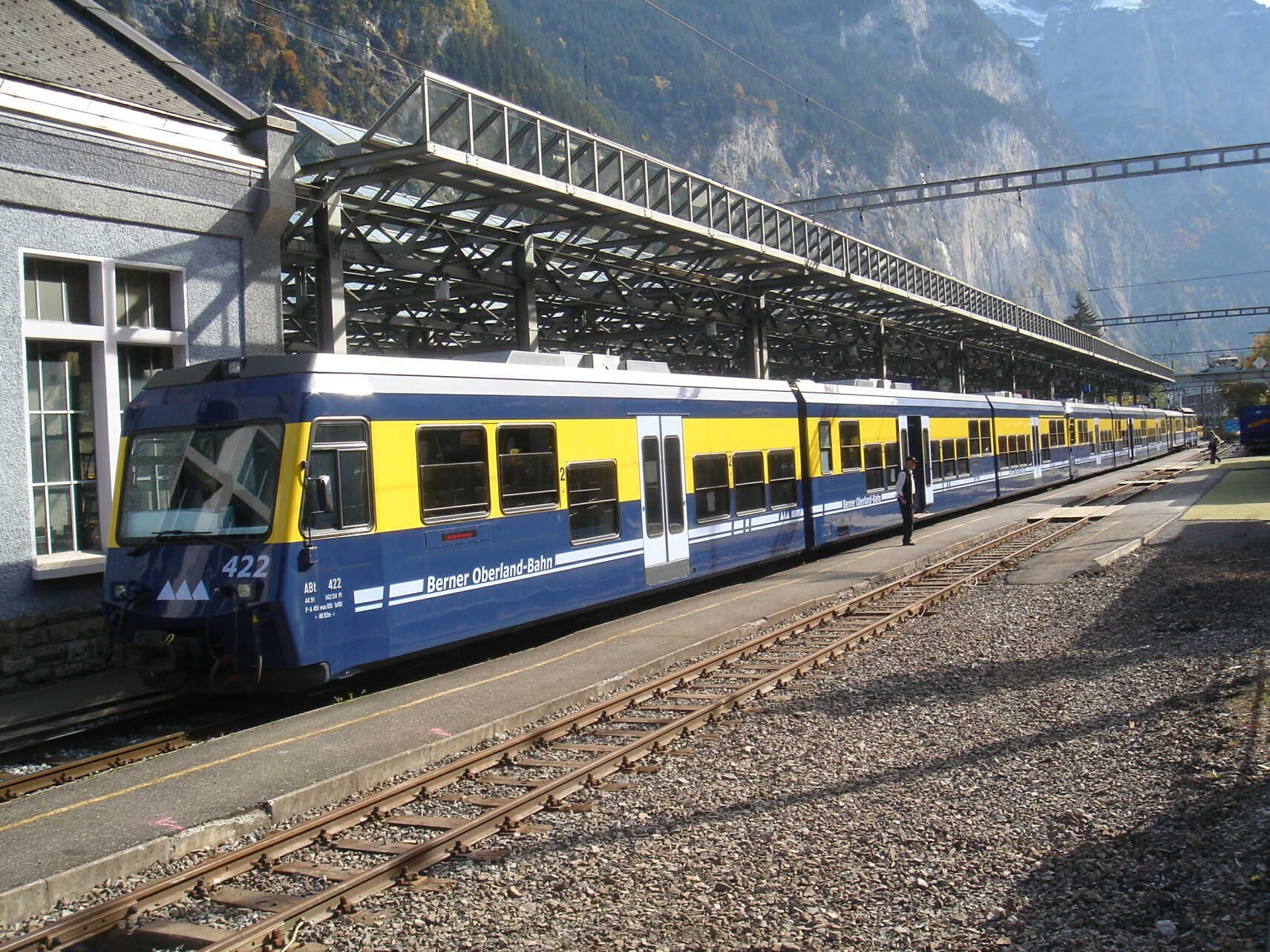
Rame articulée 3 éléments
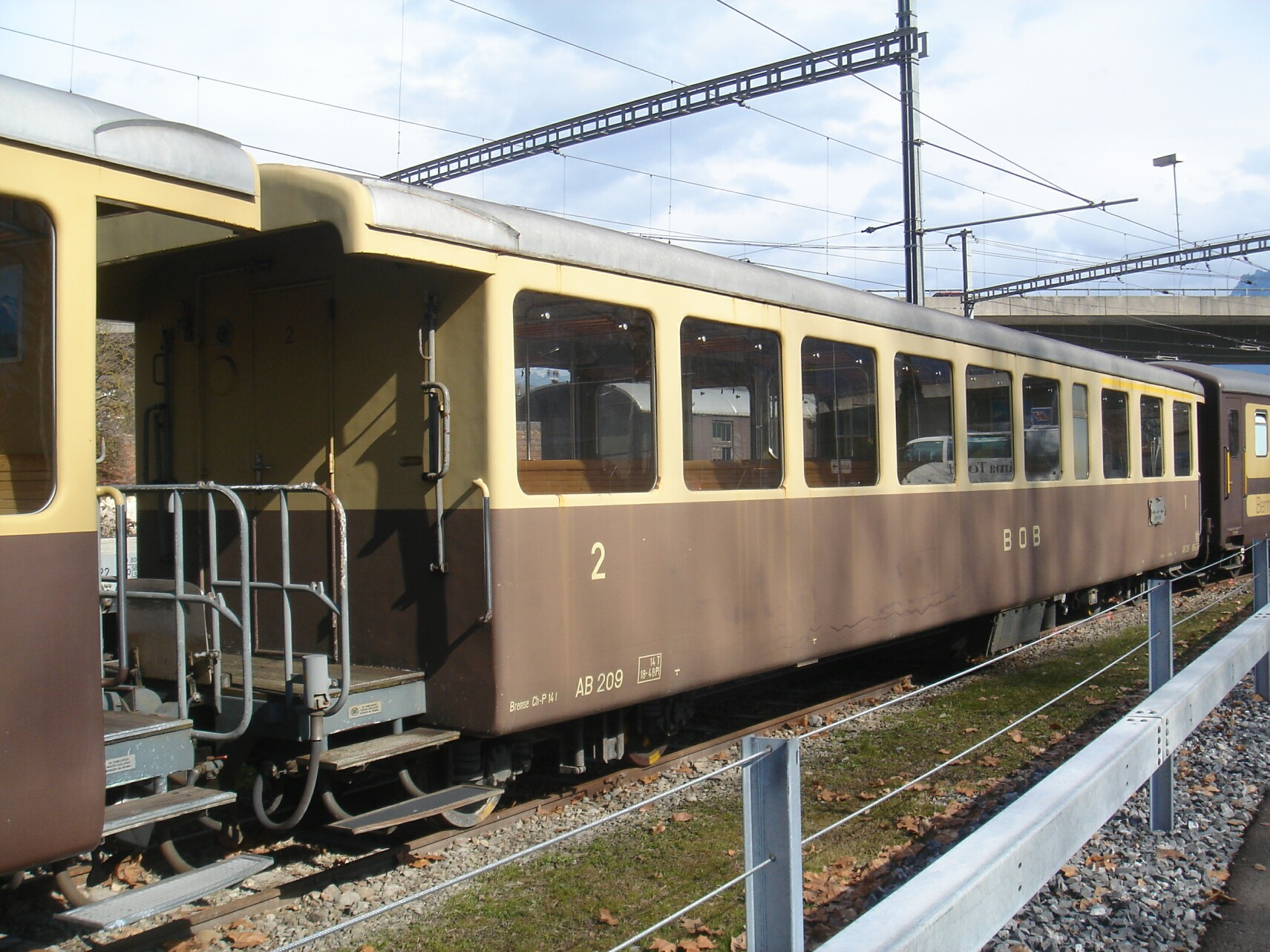
Voiture à plateformes ouvertes construite en 1952
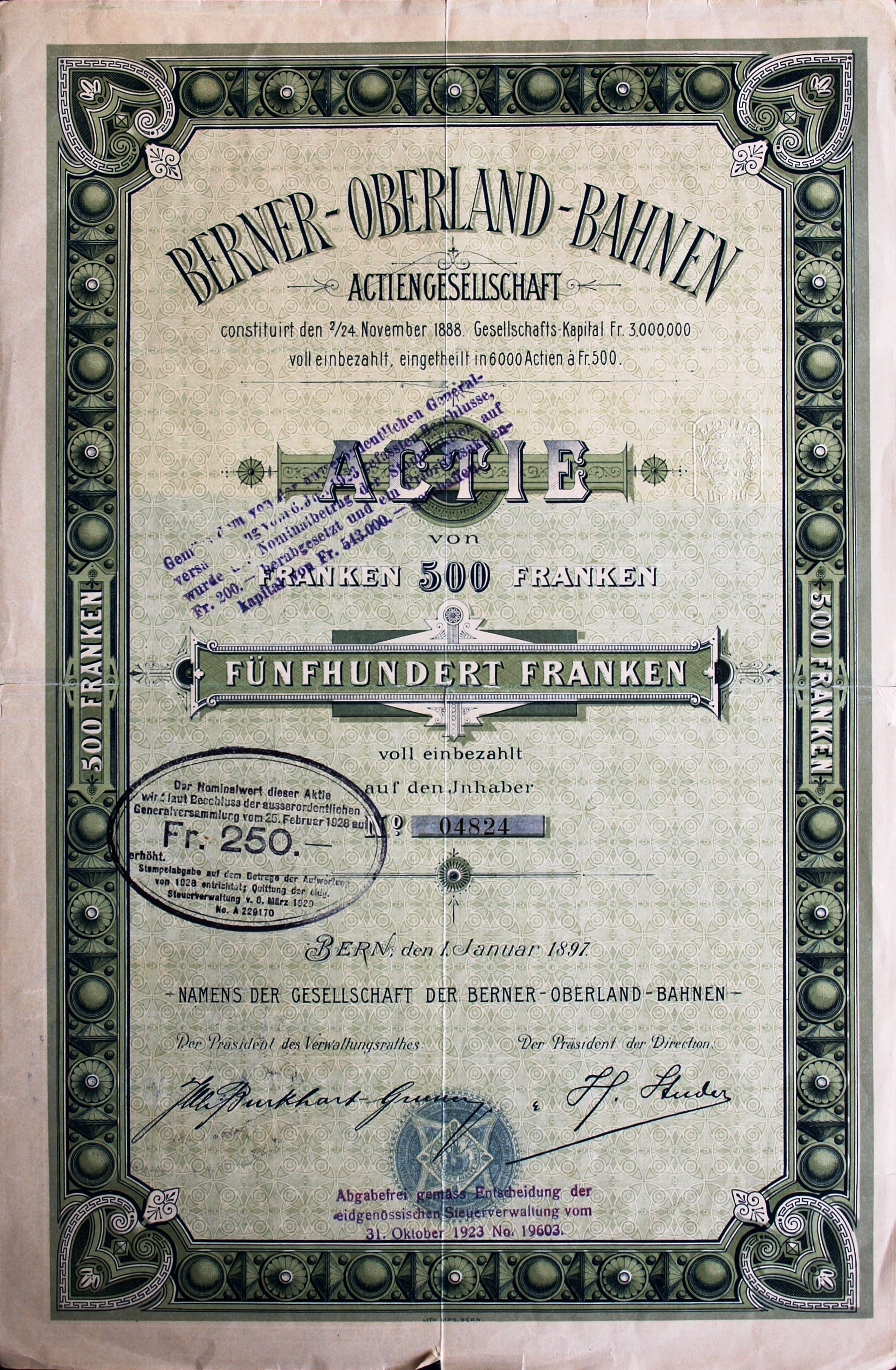
Action de la Berner Oberland-Bahnen AG en date du 1. Janvier 1897